# Curug (Susukanlebak)
Curug is een bestuurslaag in het regentschap Cirebon van de provincie West-Java, Indonesië. Curug telt 3100 inwoners (volkstelling 2010).